# MOLCAS
MOLCAS (MOLecular Complete Active Space) est un programme de chimie numérique, développé à l'université de Lund. Ce programme est principalement développé pour des calculs très précis des structures électroniques des molécules, tant à l'état fondamental qu'aux états excités. MOLCAS est particulièrement conçu pour l'étude des surfaces d'énergie potentielle des états excités.

## Histoire
L'histoire de MOLCAS commence dans les années 1970 avec le travail du groupe de B.O. Roos à l'université de Stockholm en Suède. Avec ses étudiants J. Almöf, P.E.M. Siegbahn et U. Wahlgren, il améliore et développe des nouvelles méthodes pour l'évaluation des intégrales électroniques (programme Molecule), la technique directe d'interaction de configuration, développe la version la plus utilisée de MCSCF (Multi-Configurational Self-Consistent Field) : CASSCF (Complete Active Space Self-Consistent Field), et créé un nouveau type de base gaussienne. Ce travail formera l'ossature de la version originale de MOLCAS présentée en 1989. Cette version de MOLCAS a de grandes similitudes avec le programme Molecule-sweden qui a été pendant plusieurs années le programme utilisée dans le groupe de chimie théorique de la NASA.
Les développements de MOLCAS les années suivantes l'ont rendu plus facile d'utilisation, et l'ont enrichi de nouvelles fonctionnalités. Les ajouts notables sont la méthode CASPT2 (Complete Active Space Perturbation Theory), une nette amélioration de l'évaluation des intégrales, des méthodes pour l'évaluation des gradients, des optimisations de géométrie et du calcul de fréquence, généralisation de CASSCF en RASSCF (Restricted Active Space SCF)...
Depuis la version 7, une attention est portée à l'étude de systèmes de plus en plus grands, avec en particulier le développement de la décomposition de Cholesky (CD).

## Méthodes disponibles
voire MOLCAS features pour une liste détaillée (en anglais).
- Fonctions d'ondes et énergies Hartree-Fock, DFT, MP2, MCSCF, MRCI, CC, CASPT2.
- Gradients analytiques pour les optimisations de géométrie pour les fonctions d'ondes HF, DFT, CASSCF, et RASSCF.
- Techniques de décomposition de Cholesky (CD) et Résolution de l'identité (RI) pour HF, DFT, CASSCF, CC, MP2, et CASPT2.
- Technique de génération de fonctions de bases auxiliaires "on-the-fly", aCD et acCD.
- Gradients CD/RI pour les fonctionnelles de "pure" DFT.
- Gradients numériques pour les optimisations de géométrie pour les fonctions d'ondes CASPT2.
- Énergies des états excités pour toutes les fonctions d'ondes et optimisation de géométrie pour les fonctions d'ondes "state averaged" CASSCF.
- Propriétés de transition pour les états excités, calculés au niveau CASSCF/RASSCF, utilisant la méthode d'interactions d'états RASSCF (RASSI).
- Calcul relativiste avec la méthode de Douglas-Kroll pour un ordre arbitraire, et l'évaluation du couplage spin-orbite.
- La solvatation peut-être traitée par le modèle de cavité sphérique de Onsager ou le modèle de continuum polarisable (PCM).
- Combinaison de calculs de Mécanique quantique (QM) et mécanique moléculaire(MM) pour des systèmes comme les protéines et les clusters moléculaires.
- La procédure NEMO pour créer des champs de force intermoléculaires pour des simulations MC/MD ; ces champs de forces incluent des termes électrostatiques, induits, de dispersion, et d'échange-répulsion, et sont fondés sur des calculs sur les molécules individuelles.